# Juanita Rivera
Juanita Rivera Llanos (Carolina, 2 settembre 1971) è un'ex cestista portoricana.

## Carriera
Con Porto Rico ha disputato tre edizioni dei Campionati americani (1999, 2005, 2009).